# اوگی رز
اوگی رز (به انگلیسی: Auggie Rose) فیلمی محصول سال ۲۰۰۰ و به کارگردانی متیو تاباک است. در این فیلم بازیگرانی همچون جف گلدبلوم، آن هیچ، تیموتی اولفینت، نانسی تراویس، کیم کوتس، ریچارد تی جونز و جو سانتوس ایفای نقش کرده‌اند.